# 連照美
連照美，台灣考古學家，國立臺灣大學人類學系名譽教授，曾擔任國立臺灣大學人類學系系主任、國立臺灣史前文化博物館籌備處第一任籌備處主任。1966年自國立臺灣大學考古人類學系畢業。畢業後，在推薦之下，領取國家科學委員會所提供之兩年獎學金至美國芝加哥大學修習，並取得碩士學位。取得學位後，連照美即返回母校國立臺灣大學考古人類學系任教至退休。除了因卑南研究而廣為人知外，他的研究專長還包含了史前考古學、墓葬考古學、新石器時代聚落研究專題、考古學資料分析等。2012年，因其對卑南遺址的貢獻，獲頒第二屆國家文化資產保存獎保存貢獻類。

## 開設課程
自62學年度（1973年秋季至1974年春季）起正式任教於國立臺灣大學考古人類學系，並於該學年起開設體質人類學課程。此外，連照美亦於63學年度第一學期（1974年秋季），開設台大考古人類學系首次靈長學課程。除上述課程外，在臺大任教期間，連照美亦曾開設大洋洲考古學、臺灣考古學、古人類學研究、墓葬研究、人骨考古學及卑南考古學等其他相關課程。

## 重要事蹟
1980年代，因卑南車站（即現今臺東車站）工程，造成卑南遺址受到破壞，在輿論及各方的高度關切下，台東縣政府委託臺灣大學人類學系宋文薰、連照美進行長達近十年的搶救考古。由於卑南遺址的發掘發現了大量石板棺及各類考古遺物，連照美遂開始了長達數十年的卑南研究，並發表了大量研究。
2005年，連照美與台東地方人士及國立臺灣史前文化博物館因卑南遺址出土文物之典藏及移轉事件產生卑南考古文物事件之紛爭。2007年1月13日，在多方努力之下台大、連照美與史前館之間簽訂學術合作協議，重啟合作。